# Epirhyssa pertenuis
Epirhyssa pertenuis är en stekelart som beskrevs av Porter 1978. Epirhyssa pertenuis ingår i släktet Epirhyssa och familjen brokparasitsteklar. Inga underarter finns listade i Catalogue of Life.